# Ordres de grandeur de viscosité

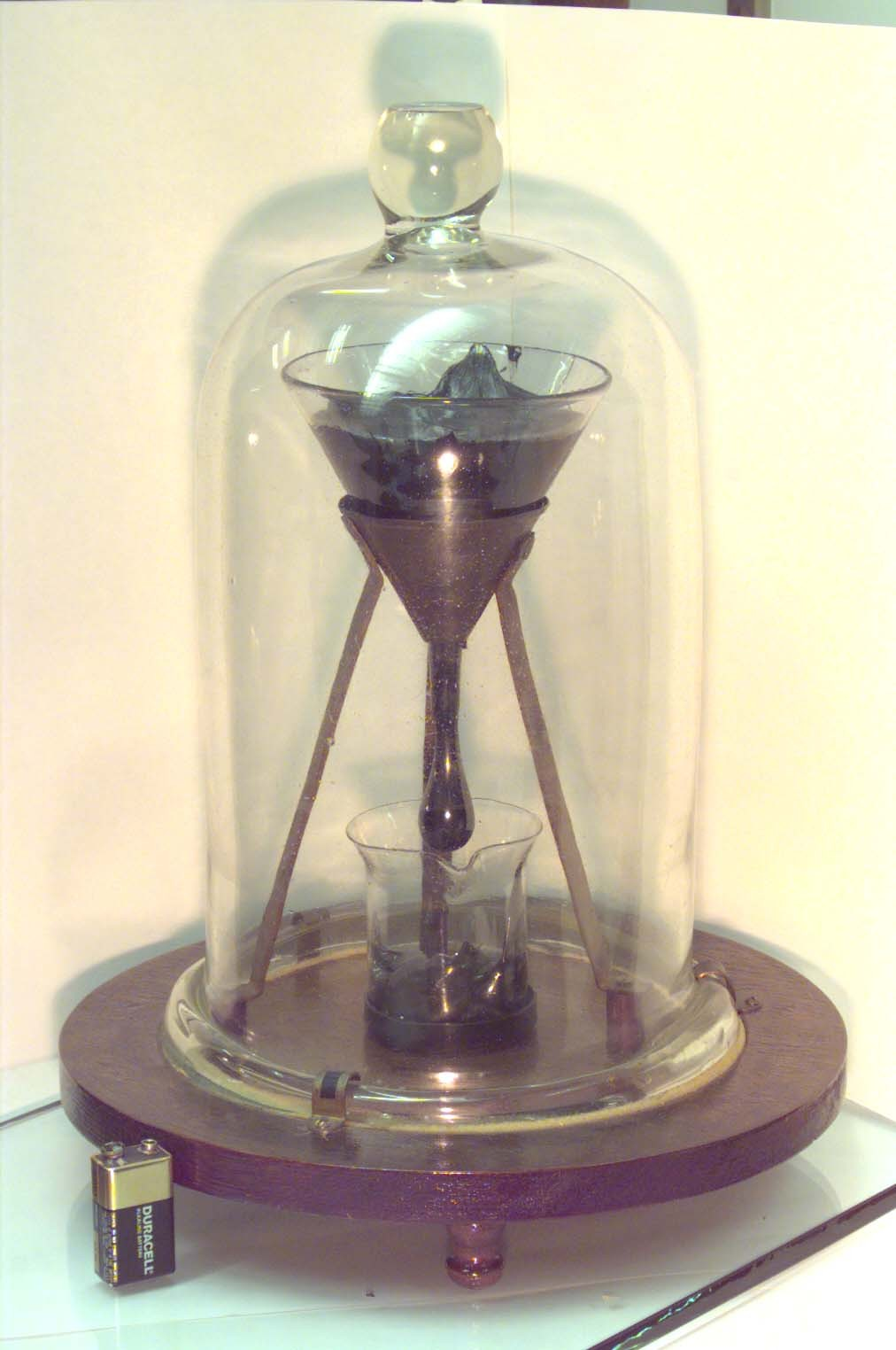
L'expérience de la goutte de poix, démontrant la viscosité du bitume.

Cette page est une liste progressive d'ordres de grandeur de viscosité dynamique et de viscosité cinématique, avec des exemples ajoutés si possible.
Sauf indication contraire, toutes les viscosités sont mesurées à température et à pression ambiantes.
|                         | Viscosité dynamique              | Viscosité dynamique             | Masse volumique                                               | Viscosité cinématique                                                |
| Matière                 | Facteur en pascal seconde (Pa s) | Valeur en pascal seconde (Pa s) | Valeur publiée pour corps pur ou valeur moyenne (kg/m3)       | Valeur en mètre carré par seconde (m2/s)                             |
| ----------------------- | -------------------------------- | ------------------------------- | ------------------------------------------------------------- | -------------------------------------------------------------------- |
| Dihydrogène             | 10−6                             | 8,8 × 10−6                      | 8,988 × 10−11 (gaz, CNTP)                                     | 1,05 × 10−5                                                          |
| Vapeur d'eau (à 100 °C) | 10−5                             | 1,3 × 10−5                      | 0,590 (à 99,63 °C et 1 bar)                                   | 2,2 × 10−5                                                           |
| Air                     | 10−5                             | 1,8 × 10−5                      | 1,2                                                           | 1,5 × 10−5                                                           |
| Acétone                 | 10−4                             | 3,2 × 10−4                      |                                                               |                                                                      |
| Essence                 | 10−4                             | 6 × 10−4                        |                                                               |                                                                      |
| Eau                     | 10−3                             | 0,001                           | 1 000,00 (à 4 °C) 998,30 (à 20 °C) 958,13 (à 100 °C, liquide) | 1,007 × 10−6 (à 20 °C) 0,884 × 10−6 (à 25 °C) 0,556 × 10−6 (à 50 °C) |
| Éthanol                 | 10−3                             | 0,0012                          |                                                               |                                                                      |
| Mercure                 | 10−3                             | 0,0016                          |                                                               |                                                                      |
| Lait                    | 10−3                             | 0,003                           |                                                               |                                                                      |
| Sang                    | 10−3                             | 0,004                           |                                                               |                                                                      |
| Huile de lin            | 10−2                             | 0,03                            | 930                                                           | 3,226 × 10−5                                                         |
| Huile de maïs           | 10−2                             | 0,072                           |                                                               |                                                                      |
| Huile d'olive           | 10−2                             | 0,084                           |                                                               |                                                                      |
| Huile de moteur SAE 10  | 10−2                             | 0,085 - 0,14                    |                                                               |                                                                      |
| Huile de ricin          | 10−1                             | 0,7                             |                                                               |                                                                      |
| Huile de moteur SAE 20  | 10−1                             | 0,14 - 0,42                     |                                                               |                                                                      |
| Huile de moteur SAE 30  | 10−1                             | 0,42 - 0,65                     |                                                               |                                                                      |
| Huile de moteur SAE 40  | 10−1                             | 0,65 - 0,90                     |                                                               |                                                                      |
| Glycérine               | 100                              | 1,5                             |                                                               |                                                                      |
| Sirop d'érable          | 100                              | 2,5                             |                                                               |                                                                      |
| Miel                    | 101                              | 10                              |                                                               |                                                                      |
| Ketchup                 | 101                              | 50                              |                                                               |                                                                      |
| Moutarde                | 101                              | 70                              |                                                               |                                                                      |
| Crème aigre             | 102                              | 100                             |                                                               |                                                                      |
| Beurre de cacahuètes    | 102                              | 250                             |                                                               |                                                                      |
| Pétrole brut            | 102                              |                                 | 900                                                           |                                                                      |
| Saindoux                | 103                              | 1 000                           |                                                               |                                                                      |
| Verre plat (à 900 °C)   | 104                              | 10 000                          |                                                               |                                                                      |
| Mastic                  | 105                              | 100 000                         |                                                               |                                                                      |
| Poix                    | 108                              | 2,3 × 108                       |                                                               |                                                                      |
| Manteau terrestre       | 1021                             | 1021 - 1024                     |                                                               |                                                                      |
| Viscosité de Planck     | 1070                             | 2,5 × 1070                      |                                                               |                                                                      |